# 선인장 꽃
《선인장 꽃》(영어: Cactus Flower)은 1969년 개봉한 미국의 스크루볼 코미디 영화로, 진 색스가 감독을 맡았다.

## 줄거리

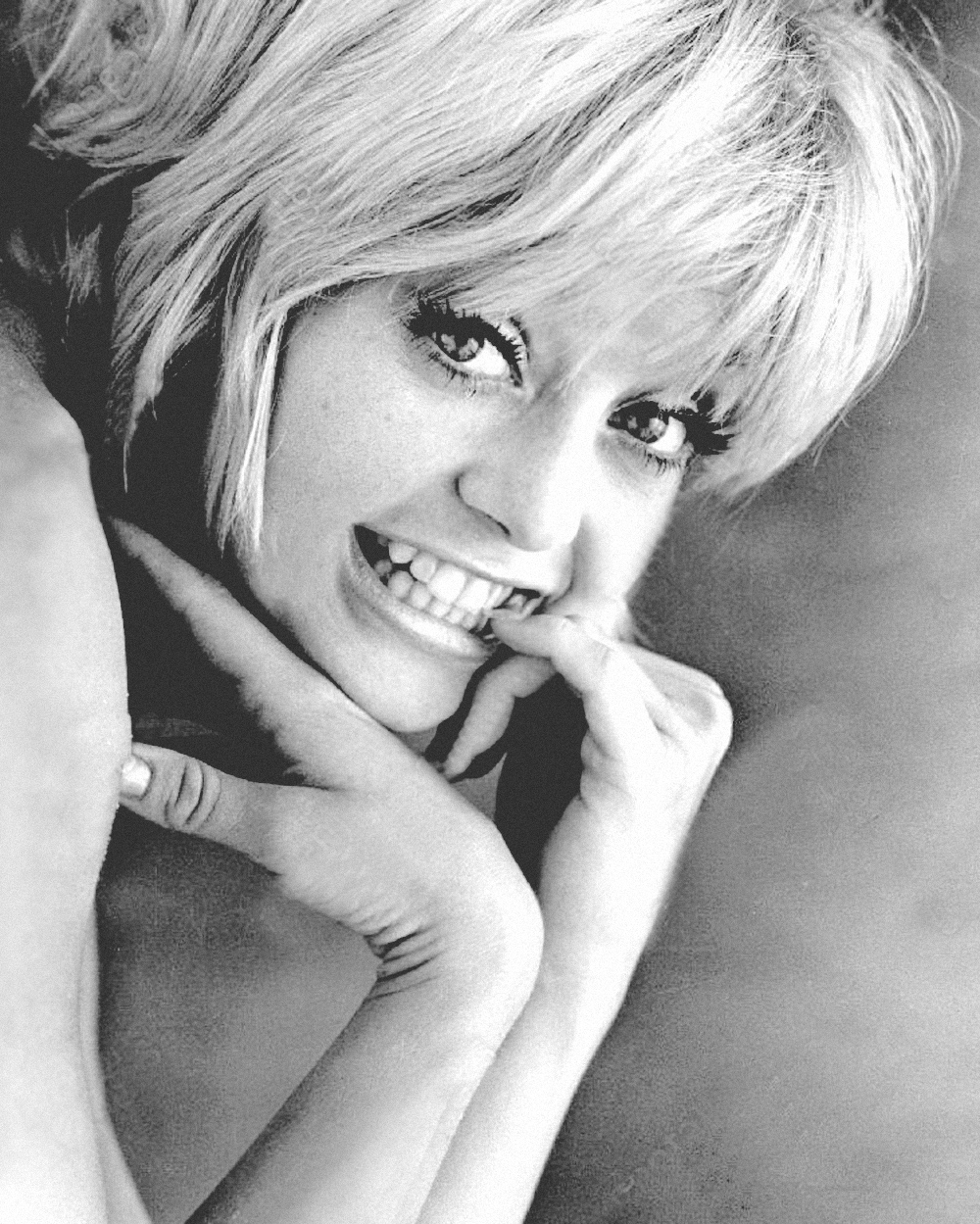
선인장 꽃의 골디 혼 홍보 사진

토니 시몬스는 스토브에서 나오는 가스로 자살을 시도하지만, 이웃 이고르 설리번이 가스 냄새를 맡고 구강 대 구강 소생술로 그녀를 구한다. 토니가 의식을 되찾자 키스로 바뀐다.
토니의 자살 시도는 그녀의 연인인 맨해튼 치과의사 줄리안 윈스턴에게 버림받은 후였다. 줄리안은 관계 초기부터 토니에게 자신이 아내와 세 자녀가 있다고 말했지만, 사실 줄리안은 결혼하지 않았다. 토니가 자신 때문에 죽으려고 했다는 것을 알게 된 후, 줄리안은 토니에게 그녀와 결혼하고 싶다고 말한다. 그러나 그녀는 그의 아내의 안녕을 염려하며 그가 이혼에 동의했는지 확인하기 위해 그녀를 만나기를 고집한다. 줄리안은 오랫동안 그의 간호사였던 스테파니 디킨슨에게 그의 아내인 척해달라고 부탁한다. 그녀는 처음에는 거절하지만, 오랫동안 그녀의 고용주를 사랑했기 때문에 결국 양보한다.
토니와 스테파니가 토니가 일하는 음반 가게에서 만났을 때, 토니는 스테파니가 줄리안에게 느끼는 감정을 감지하고, 나중에 줄리안에게 스테파니가 다른 남자를 찾도록 도와달라고 부탁한다. 줄리안은 그의 아내에게 이미 남자친구가 있다고 다시 거짓말을 한다. 토니는 즉시 그를 만나기를 고집하고, 줄리안은 그의 친구 하비를 스테파니의 남자친구 역할로 섭외한다. 클럽에서 스테파니와 하비가 "우연히" 마주친 후, 하비의 진짜 여자친구가 네 명을 마주쳐서 그의 가짜 여자친구를 당황하게 만들자 줄리안은 하비를 재빨리 쫓아낸다. 다음 날, 줄리안은 토니에게 비싼 밍크 스톨을 선물하지만, 토니는 줄리안의 원래 메모가 여전히 붙어있는 채로 스테파니에게 그것을 보낸다. 이것은 스테파니의 기운을 북돋아준다.
새롭게 얻은 자신감을 받아들인 스테파니는 마침내 줄리안의 환자인 유엔의 라틴 외교관인 세뇨르 아르투로 산체스의 구애를 받아들인다. 그와 함께 새로운 이브닝 드레스와 밍크 스톨을 입고 무도회에 참석한 후, 그녀는 산체스를 전날 밤 클럽으로 초대한다. 그곳에는 토니, 줄리안, 이고르도 돌아와 있었다. 스테파니와 이고르는 줄리안과 토니 모두의 실망과 질투 속에서 빠르게 친해진다. 줄리안의 차는 견인되어 그는 토니와 함께 집으로 갈 수 없다.
이고르와 함께 클럽에서 신나게 춤을 춘 후, 스테파니는 다음 날 아침에도 전날 밤의 옷차림을 한 채 들떠서 출근한다. 그녀는 이고르와 해변에서 보낸 밤에 대한 모호한 세부 사항 몇 가지를 줄리안에게 즐겁게 이야기한다. 스테파니는 그녀의 책상에 있는 선인장이 꽃을 피웠다는 것을 알아차린다.
잠시 후, 스테파니와 줄리안은 말다툼을 하고, 스테파니는 그만둔다. 그녀는 토니의 아파트를 방문하여 그녀가 사실 줄리안의 간호사이며 그는 결혼한 적이 없다고 고백한다.
그녀가 떠난 후, 줄리안이 도착하여 토니에게 그의 아내가 이제 이혼을 거부하지만, 그와 토니는 관계를 계속할 수 있다고 말한다. 그의 부정직함에 지친 토니는 줄리안이 자신과 이고르가 처음부터 만나왔다고 믿게 속인 다음, 이고르를 더 좋아한다는 것을 알게 된다.
줄리안은 폭풍처럼 떠나 그날 밤 술집에서 술에 취한다. 다음 날 아침, 그는 사무실에서 스테파니를 만난다. 그녀는 자신의 책상에 놓여있던 선인장을 가지러 돌아왔는데, 그 선인장은 그녀처럼 꽃을 피웠다. 줄리안은 자신과 토니가 헤어졌고, 토니와 결혼할 필요가 없다는 사실에 안도했다는 것을 깨달았다고 말한다. 스테파니는 매우 기뻐하며 그를 포옹하고, 줄리안은 그녀와 사랑에 빠졌다고 고백하며 그들은 키스한다.

## 출연진
- 월터 매사우
- 잉그리드 버그먼
- 골디 혼
- 릭 렌즈
- 비토 스코티
- 아이린 허비